# Massai (Apache)

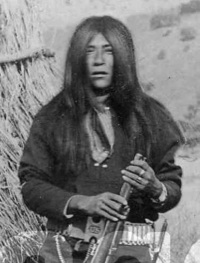
Massai um 1880

Massai (auch bekannt als: Massa, Massi, Wasse, Massey oder Bronco Massai in der Apachensprache Mah–sii; * ca. 1847 Arizona; † 1906 oder 1911) war ein Stammesangehöriger der Mimbreños, einer Gruppe der Chihenne und der Chiricahua, Warm-Springs-Apachen. Er war ein Krieger, der aus einem Zug mit Gefangenen entkam, der Geronimo und andere Abtrünnige nach Florida bringen sollte. Zu Fuß kehrte er über etwa 2300 km wieder nach Arizona zurück. 

## Leben
Massai wurde vermutlich im Südwesten von New Mexico um 1847 in den Mescal-Bergen Arizonas in der Nähe von Globe geboren. Sein Vater war „White Cloud“ und die Mutter „Little Star“. Sein Vater lehrte ihn den Gebrauch von Bogen, Speer und Pistole und trainierte ihn, sodass er später 60 km pro Tag in der prallen Sonne zurücklegen konnte. Außerdem erlernte er u. a. das Reiten und den Kampf. Er hatte einen engen Freund ,Tonkawa‘ „Graue Eidechse“, dessen Familie aus dem Osten stammte und sich bei den Apachen ansiedelte. Im Jahr 1877 war er im Reservat San Carlos bei seinem Stamm der Chiricahua-Apachen; hier hatte Massai zwei Kinder. Seine Frau war Nahgotsieh, die vermutlich im Jahr 1850 geboren wurde.

## Scout

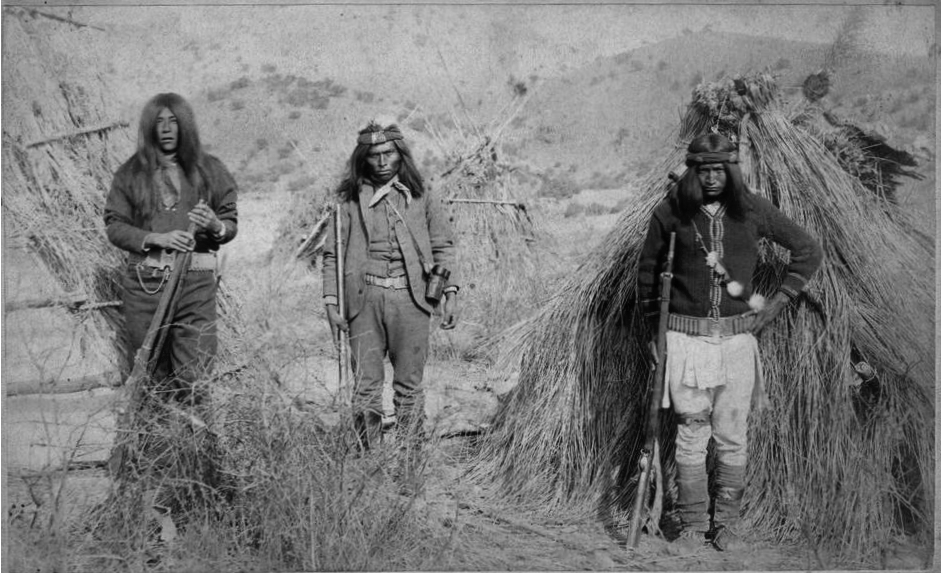
Die drei Scouts um 1880; links 'Massai', Mitte 'Apache Kid', rechts 'Rowdy'

Massai nahm 1880 als Scout am Feldzug gegen Victorio teil. 1882 waren er und weitere Scouts mit dem Zug von Texas zurück ins feindliche Arizona gekommen. Die Indianer wurden 50 km weiter nach Nordosten in das Reservat „Fort Apache“ verlegt. Er war im November 1885 im Fort Apache vom damaligen „Chief of Army Scouts“ Marion P. Maus in der Compagnie A des zweiten Bataillons als Scout gemeldet. Im Rang eines Korporals wurde er im 1886 entlassen. Nach Aufzeichnungen in den Scouts-Archiven war Massai 1,73 Meter groß, hatte schwarze Haare und dunkle, kupferfarbene Haut.
Massai traf auf Geronimo, der Apachen rekrutierte, um gegen die amerikanischen Siedler und Soldaten zu kämpfen. Geronimo wies Massai und „Graue Eidechse“ an, versteckte Lager mit Waffen, Munition, Kleidung und Lebensmittel anzulegen, um für den Erfolg zukünftiger Razzien vorbereitet zu sein. Beide Männer wurden dabei von Chiricahua-Apachenscouts verhaftet und entwaffnet. Massai wurde zusammen mit Graue Eidechse, der sich freiwillig stellte, ein Kriegsgefangener.
Massai war vom Leben im Reservat nicht begeistert. Als Geronimo am 17. Mai 1885 floh, folgte ihm Massai zusammen mit weiteren 35 Kriegern sowie 109 Männern, Frauen und Kindern. Nach einigen Monaten lief Massai aber wieder über und kehrte allein in das Reservat zurück.

## Transport
Nach der endgültigen Kapitulation 1886 war es nicht nur Geronimos Bande, die nach Florida geschickt wurde. Die Amerikaner schickten auch ihre treuen Apachen-Scouts, die als Kundschafter gedient hatten, sowie weitere hunderte friedliche Apachen in die Gefangenschaft. Kein Chiricahua-Indianer sollte in Arizona verbleiben. Am 7. September 1886 verließen die Gefangenen das Fort Apache und nach sechs Tagen kamen sie mit der Eisenbahn an der 140 km weiter nördlich liegenden Endstation Holbrook an. Die Apachen waren auf sechs Wagen verteilt. Trotz der sommerlichen Hitze waren die Fenster abgedichtet und die Bedingungen in den Wagen wurden wegen der Überfüllung schrecklich. Zudem waren auch viele Chiricahuas noch nie mit einem Zug gereist. Drei Tage lang hatten Massai und Graue Eidechse einen Fensterrahmen bearbeitet. Dann am vierten Tag, irgendwo östlich von St. Louis, Missouri, kam ihre Chance. Der Zug kletterte eine Steigung hoch und wurde dabei langsamer. Massai und Graue Eidechse sprangen durch das Fenster, rollten den Hügel hinunter und versteckten sich in der dichten Vegetation. Die beiden Indianer schlichen sich immer nur Nachts durch die Gegenden und orientierten sich an den Sternen. Kein weißer Mann sah sie, aber sie stahlen einigen weißen Bergleuten Gewehre und Munition. Zurück im Westen, nach einem rund 2300 km langen Fußmarsch, für den sie fast ein Jahr brauchten, trennten sich die Freunde.

## Verfolgung
Drei Regimenter Kavallerie, unzählige Mexikaner sowie weiße, rote und schwarze Scouts waren auf der Suche nach Massai, aber das was die meisten jemals von ihm sahen, war ein Fußabdruck oder ein Rascheln der Blätter. Auch Al Sieber selbst, seine Scouts und der Mischling Mickey Free kamen nie in seine Nähe; nur bei einer Gelegenheit, als Mickey ihn in einem Lager mit verbannten Apachen in Mexiko antraf. Da sich aber alle auf neutralem Boden befanden, konnte der Scout nur ein Gespräch über alte Zeiten mit ihm führen. Sieber sagte, dass Massai so gerissen war, dass er nicht viel mehr wie die Spuren eines Bussards übrig ließ.
Bald schien es so, dass Massai für jeden Mord in Arizona verantwortlich gemacht wurde, obwohl er doch nur tötete, um sich selbst zu retten. Tatsächlich wurde 1892 ein White-Mountain-Mädchen Natastele, entführt und seine Mutter von einer Kugel getötet. Er heiratete wieder und gewann eine treue Ehefrau, die bereit war, auf der Flucht zu leben. Sie bekamen vier Kinder und lebten fast 20 Jahre zusammen auf der Flucht vor Verfolgern.

## Massais Tod
Es war ursprünglich nicht bekannt, ob Massai nach Mexiko übersiedelte oder getötet wurde, bis seine Tochter Alberta Begay im Jahr 1959 neue Fakten enthüllte:

Ein starkes Aufgebot von gesetzlosen Weißen versuchte den Flüchtigen in die Enge zu treiben. Massai hätte sich leicht selbst retten können, aber er war nicht das herzlose Tier seiner Legende. Er sagte seiner Frau, sie solle sich und die Kinder für ein paar Tage zu einem mexikanischen Freund bringen, dann in der Nacht nach Norden zu ihrem eigenen Mescalero-Reservat reisen, um sich dort niederzulassen. Dann sprach er zu seinem ältesten Jungen. „Mein Sohn“, sagte er, „du musst jetzt wie ein Mann handeln. Ich habe dich gelehrt, einen Bogen und ein Gewehr zu benutzen. Am Morgen gehe ich dorthin, wo wir die Pferde versteckten. Wenn ich nicht wieder komme, verlasst ihr sofort die Gegend. Das Unterholz ist hier dicht, so reise am Tag zu unserem Freund. Anschließend geht ihr aber nur nachts weiter.“ Kurz vor der Morgendämmerung schlich sich Massai mit seinem Gewehr in der Hand weg. Seinen Bogen mit den Pfeilen und einen Colt hatte er auch dabei. Kurz danach folgte ihm auch der älteste Sohn. Plötzlich erklang eine Flut von Schüssen, die Massai trafen. Sein ältester Sohn sah es und kehrte zu seiner Mutter zurück. Er berichtete ihr, dass er nicht wusste, ob Massai noch am Leben war. Zanagoliche blieb mit ihren Kindern im Versteck und wartete ab. Sie weigerte sich zu gehen, so lange sie nicht Massai ein letztes Mal gesehen hatte. Den ganzen Tag über suchten die weißen Jäger Feuerholz, zündeten ein großes Feuer an und verbrannten Massai. Am nächsten Morgen waren sie verschwunden. Zanagoliche und der älteste Sohn gingen zurück zum Platz, wo der Kampf stattgefunden hatte. Alles was von Massai übrig geblieben war, waren einige Knochen, die sie mit der Schnalle seines Patronengurtes vergruben.
Erst um das Jahr 1911 kehrte Massais Frau mit ihren vier Kindern alleine in das Mescalero-Reservat zurück.

## Rezeption
- Massai: The Last Apache Outlaw. von Grady McCright, iUniverse 10. Juni 2008, ISBN 978-0595515066. Das Buch behandelt in sehr detaillierter Romanform die Lebensgeschichte von Massai.
- Massai wurde nach der Romanveröffentlichung von Paul L. Wellman, „Bronco Apache“ im Jahr 1936, sowie durch den Film Massai der große Apache (engl. „The Last Apache“ mit Burt Lancaster als Massai, 1954) noch berühmter.
- Nach dem Buch vom Autor Hayes, (Apache vengeance; True story of Apache Kid) war Massai im April 1889 nordöstlich von Globe beim Diebstahl eines Pferdes an der Cross-S-Ranch gewesen. Anschließend wurde die Ermordung eines Holzfällers in den Pinal-Bergen von Sabino Quiroz bekannt, während dessen Partner und Joe Guerena sich in der Nähe versteckt hatten.
- Gregor Lutz beschreibt in seinem Buch „27 Jahre Kriegsgefangenschaft“: 1896 wurde er im Guadalupe-Canyon in ein Gefecht mit der US-Armee (7. Kavallerie) verwickelt, ihm gelang erneut die Flucht, er soll aber zehn Jahre später (1906) von einer Gruppe Cowboys in der Nähe von Chloride in New Mexico erschossen worden sein.
- Ein Aussichtspunkt in Arizona wurde nach ihm benannt, der Massai Point, beim Chiricahua National Monument in 85643 Arizona.